# Stifolder
A stifolder (németül Stiffulder, horvátul stifuder, becenevén stifi) házi kolbászkészítmény, a baranyai és tolnai németeknél hagyományos, a délvidéken is népszerű.

## Etimológia
Elnevezése azoknak a Mohács és Pécs környékére a 18. században betelepedett németeknek csoportnevéből jön, akik révén Magyarországon is kedveltté vált.
A Baranyába érkezők nagy része ugyanis „Stiffoller”-nek mondta magát, azaz Hessenből, a fuldai apátság vidékéről (németül: Stiftsfuldaer) származott, nem pedig svábföldről.

## Készítése
A stifolder eredeti fűszerezettsége idővel megváltozott, részben igazodott a helyi ízvilághoz.
A töltelék kétharmad része nyers sovány, egyharmad része pedig abált kövérebb kolbászhús, sózva és fűszerezve.
Tartósítása szikkasztással történik: előbb hidegen füstölik, majd két hónapig szellősen érlelik.
Többféle méretben is készül, alapesetben disznó vastagbélbe töltik, de „kuláréba”, magyarul végbélbe töltve 10 centiméternél is nagyobb lehet az átmérője, és így meghaladhatja a szalámik szokásos vastagságát is.
Paprikatartalma manapság körülbelül 2%, de kezdetben paprika nélkül készült.
A fokhagymát egy nappal előbb leöntik forró vízzel, és az áztatás után a lé kerül a töltelékbe a borssal együtt. Élőflórával készül, ennek táplálásához cukor is szükséges a töltelékbe.